# 本経寺 (大村市)
本経寺（ほんきょうじ）は、長崎県大村市にある日蓮宗の仏教寺院である。山号は萬歳山。旧本山は大本山本圀寺(六条門流)。親師法縁。六条門流三本の一寺。

## 歴史
大村藩初代藩主の大村喜前により1605年（慶長10年）に建立が始まり、1608年（慶長13年）に伽藍がほぼ整い開山した。大村藩は喜前と父の純忠が熱心なキリシタン大名であったことから領内の寺社が多く破却されていたが、江戸幕府のキリシタン禁教政策が厳しくなる中で家門存続のため喜前が日蓮宗に改宗した。その上で大村家の菩提寺として当寺を建てたもので、開山にあたり肥後国熊本の本妙寺住職日真の高弟日恵を初代の住職として招いた。

## 文化財
- 大村藩主大村家墓所（国の史跡） - 境内南側にあり、大村藩初代藩主大村喜前から11代純顕までの歴代の墓所がある[1]。

## 旧末寺
日蓮宗は昭和16年に本末を解体したため、現在では、旧本山、旧末寺と呼びならわしている。
- 鍋冠山誠孝院（長崎市東山手町）
- 長昌山法妙寺（西彼杵郡長与町斉藤郷）
- 本住山自證寺（長崎市琴海戸根町）
- 法輪山妙経寺（西海市西彼町白崎郷）
- 不滅山實相寺（西海市西海町川内郷）
- 法華山本清寺（諫早市城見町）
- 深重山妙宣寺（大村市福重町）
- 要法山常在寺（東彼杵郡川棚町中組郷）
- 番守山妙法寺（東彼杵郡東彼杵町三根郷）
- 壽量山本地寺（東彼杵郡東彼杵町木場郷）

## 交通
- JR大村線大村駅より竹松方面行バスで「上杭出津」バス停留所下車、徒歩3分。
- JR大村線諏訪駅より車で約5分。
- 長崎自動車道大村インターチェンジより車で約10分。